# Pelecocera willistoni
Pelecocera willistoni är en tvåvingeart som beskrevs av Snow 1895. Pelecocera willistoni ingår i släktet öronblomflugor, och familjen blomflugor. Inga underarter finns listade i Catalogue of Life.